# Teràpia ocupacional
La teràpia ocupacional és una professió sociosanitària encarregada de proporcionar la màxima autonomia personal en aquells individus que pateixin qualsevol tipus de discapacitat, tant física com mental, sensorial o social. El terapeuta ocupacional enfoca la seva intervenció a fi que l'usuari pugui ser el màxim independent possible en les seves respectives activitats de la vida diària (AVD), terme molt utilitzat dins d'aquesta professió.
Les activitats programades en les intervencions de teràpia ocupacional, parteixen de la base que siguin significatives o rellevants per a la persona, ja que d'aquesta forma, el procés de recuperació té un valor important per aquesta. La professió a la qual fem referència -igual que moltes altres de l'àmbit sociosanitari- basa la seva intervenció i metodologia en diferents marcs de referència i models d'actuació que s'han desenvolupat al llarg de la història de la disciplina. Bé és cert que cada terapeuta ocupacional escull/encarrila la seva intervenció a partir de la seva ideologia i a partir del model que escull. Els diferents models determinen com s'estructuren (i amb quina prioritat) els diferents partícips del procés d'intervenció (usuari, professional, família...) i d'altra banda, els marcs defineixen quin serà l'enfocament de la intervenció (rehabilitadora, compensatòria, entre d'altres...).
L'Asociación Profesional Española de Terapeutas Ocupacionales, APETO, qualificava a la teràpia ocupacional com "la disciplina sociosanitària que avalua la capacitat de la persona per a exercir les activitats de la vida quotidiana i intervé quan la dita capacitat està en risc o danyada per qualsevol causa. El terapeuta ocupacional utilitza l'activitat amb propòsit i l'entorn per a ajudar la persona a adquirir el coneixement, les destreses i actituds necessàries per a desenvolupar les tasques quotidianes requerides i aconseguir el màxim d'autonomia i integració"

## Àmbits d'intervenció de la teràpia ocupacional

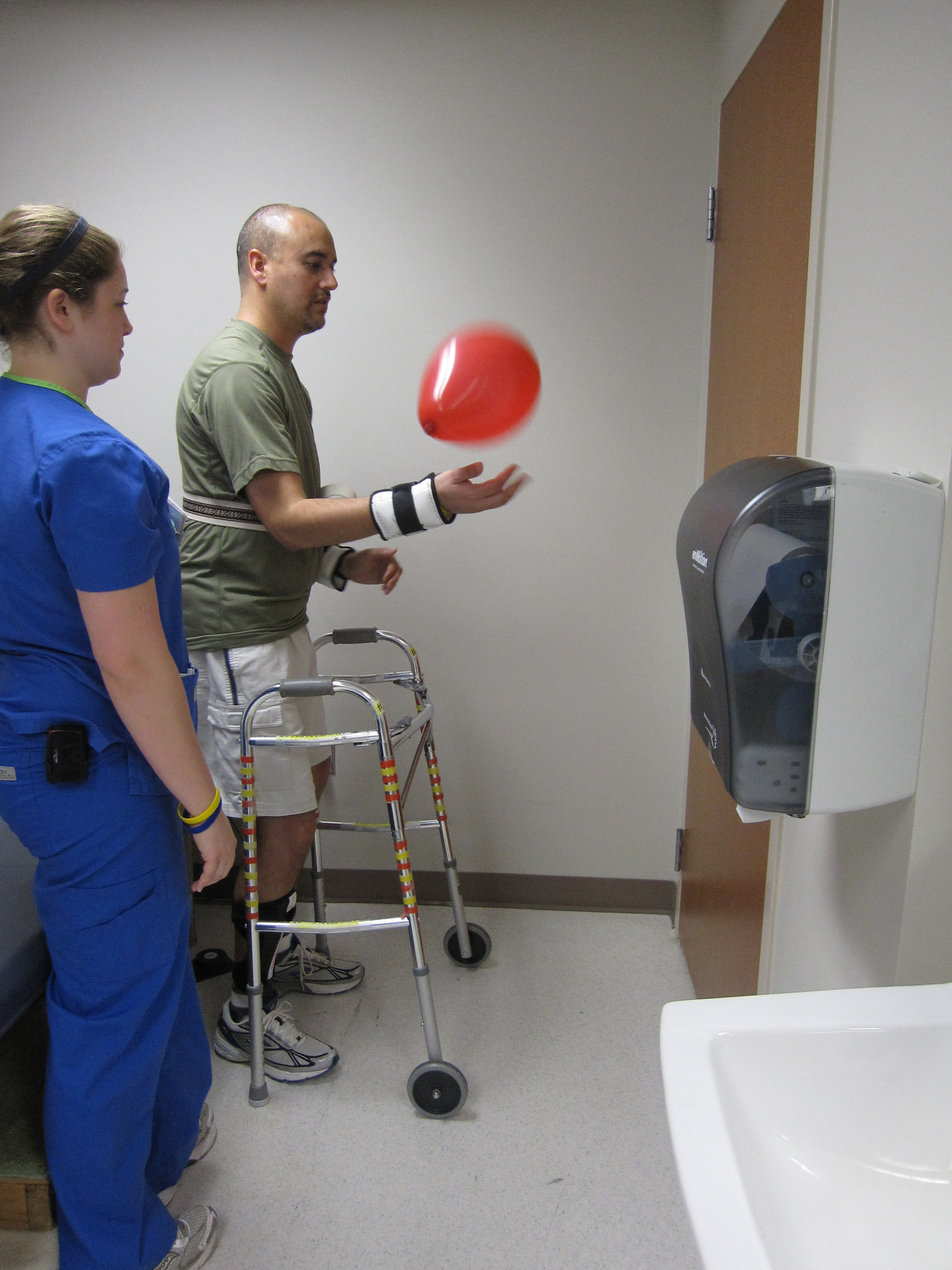
Teràpia ocupacional en discapacitats físiques

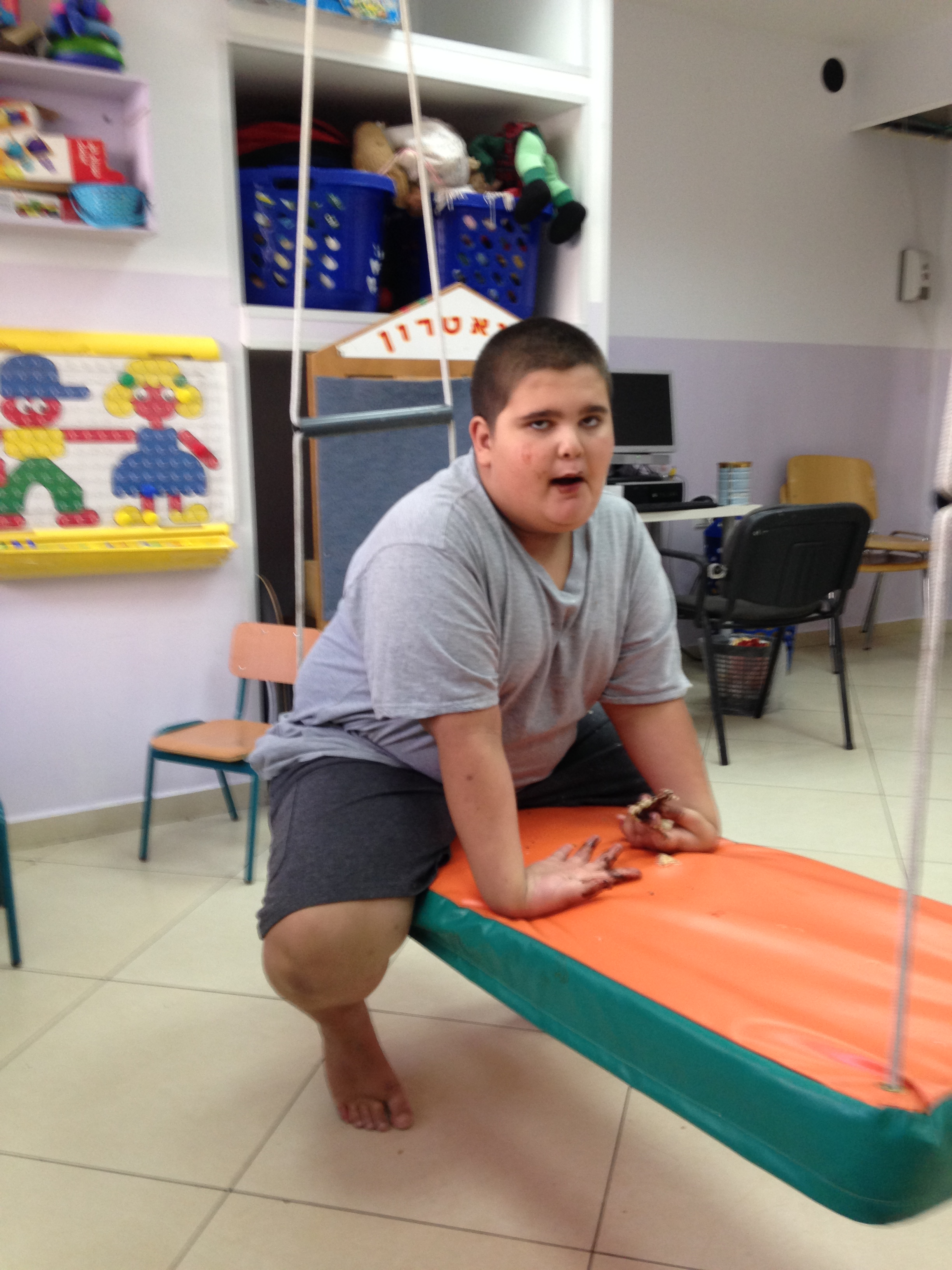
Teràpia ocupacional en pediatria

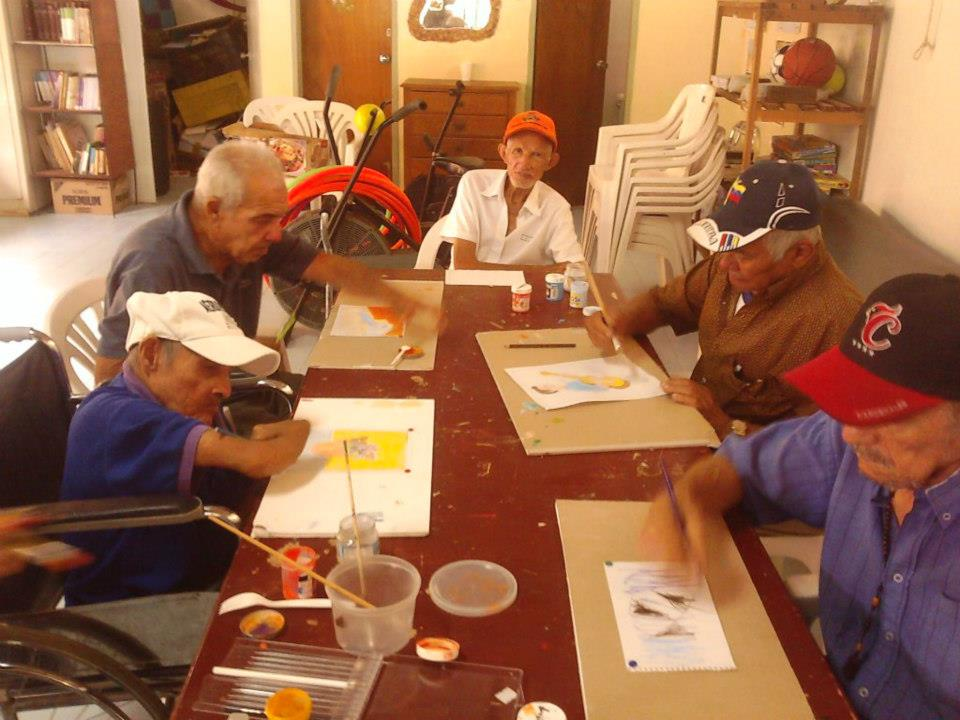
Teràpia ocupacional en geriatria

Segons l'American Occupational Therapy Association (AOTA), el terapeuta ocupacional té com a clients:
- poblacions dins d'una comunitat (persones amb malalties cròniques, persones sense llar, refugiats...)
- organitzacions (industries, negocis...)
- persones (també cuidadors, professors, famílies...)[6]

La teràpia ocupacional és una professió sanitària reconeguda per llei (LOPS 44/2003 de 21 de novembre). El terapeuta ocupacional pot treballar en àmbits com la rehabilitació física o l'assessorament de productes de suport, la salut mental en tots els moments del cicle vital de les persones, l'envelliment i la rehabilitació neurològica, i en àrees com:
- Salut: educació sanitària (promoció de la salut i prevenció) i atenció especialitzada (unitats d'aguts, hospitals, unitats de mitja estada, hospitals de dia, addicció i desintoxicació, ambulatoris i mútues d'accidents).
- Sociosanitària: centres de dia, domicilis, unitats de llarga estada i cures pal·liatives.
- Social: residències, alternatives a les residències (pisos assistits, cases de transició...), comunitat (rehabilitació psicosocial i centres d'atenció a les addiccions...), centres ocupacionals, rehabilitació laboral, clubs socials, centres d'acolliment i centres penitenciaris.
- Educació: centres d'educació especial, centres d'integració, equips d'atenció primerenca, centres d'educació reglada i escoles d'adults.
- Assessorament: centres d'ajuts tècnics i ortopèdies, equips de prevenció de riscos laborals, comissions d'urbanisme (assessibilitat i barreres arquitectòniques) i tribunals d'incapacitat i peritatge
- Lleure: centres esportius, esplais, centres cívics i casals.

## Tractament de patologies més freqüents
La teràpia ocupacional és inclosa en el tractament de rehabilitació de l'accident cerebrovascular i l'hemiplegia; les malalties degeneratives del Sistema Nerviós central; les lesions cefàliques i el traumatisme craneoencefàlic; la paràlisi cerebral infantil; el retard psicomotor i els trastorns de l'aprenentatge; les lesions de la medul·la espinal; les amputacions; les lesions traumatològiques i cremades; els trastorns reumàtics; la ceguesa; les afeccions psiquiàtriques; l'abús de drogues, etc.

### Productes de suport i adaptacions
Els terapeutes ocupacionals tenen un rol important en matèria d'ajuts tècnics i adaptacions així com en l'avaluació i implementació d'òrtesi i pròtesi; les tècniques de transferències i mobilitat en el llit; les transferències assistides i les independents; les tècniques d'alçament; el maneig de la cadira de rodes; la mobilitat del pacient discapacitat i la detecció de barreres arquitectòniques i urbanístiques i l'abordatge dels problemes de mobilitat a la llar.
La disponibilitat de les noves tecnologies permeten utilitzar noves ajudes tècniques en l'àmbit de la comunicació, la vida diària (domòtica), el desplaçament, així com noves estratègies d'intervenció.

### Les activitats terapèutiques
El terapeuta ocupacional es val de les activitats terapèutiques més variades i la seua disciplina pot emprar-se en tots els tipus de pacients una vegada que ha remès la fase més aguda de la malaltia.
Perquè una activitat puga ser entesa com a terapèutica haurà de reunir una sèrie de característiques, sent les més importants:
- estar dirigida a un objectiu
- tenir un significat útil per al pacient
- ser una ferramenta apta per a la prevenció de la disfunció, el manteniment o millorament de la funció, la destresa i la qualitat de vida
- concretar la participació del pacient en tasques vitals
- ser graduable a les capacitats de cada individu
- estar determinada pel criteri professional del terapeuta ocupacional, qui es basarà per a això en els seus coneixements de la patologia en qüestió, les indicacions específiques del metge tractant, les relacions interpersonals i el valor específic de l'activitat indicada.

Per a una correcta valoració del potencial terapèutic d'una activitat el terapeuta ocupacional tindrà en compte l'estat previ del pacient quant a les seues capacitats motores, sensorials, cognitives, emocionals, socials i culturals.

## Formació del terapeuta ocupacional
La formació del terapeuta ocupacional es divideix en tres etapes:
1) la fase mèdica, que comprèn el coneixement de les ciències mèdiques bàsiques, les afeccions o processos que han de tractar-se
2) l'estudi de les destreses o activitats terapèutiques que s'utilitzaran en el tractament de rehabilitació i
3) la pràctica clínica durant la qual tractarà als diferents tipus de pacients i patologies (físiques, psíquiques, socials, etc.) sota la supervisió d'un terapeuta ocupacional experimentat
"L'acompliment d'una professió com la teràpia ocupacional requereix de persones amb una visió humanista, una mentalitat oberta i habilitat per respondre amb creativitat a diferents situacions. Persones amb consciència de la importància de la ciència que sàpiguen valorar a el mateix temps els factors culturals i contextuals de la societat. Sensibles cap a les necessitats socials de l'individu i el seu entorn, amb interès per la investigació i la principal motivació sigui portar amb la seva actuació una millor qualitat i vida a les persones ". Il·lustre Col·legi Professional de terapeutes ocupacionals d'Aragó.

### Universitats espanyoles que ofereixen la carrera de teràpia ocupacional[11]
- Universitat Autònoma de Barcelona (UAB). Escola Universitària d'Infermeria i Teràpia Ocupacional de Terrassa (EUIT)
- Universitat de Burgos
- Universitat de Vic (UVic)
- Universitat de Castella-La Manxa (UCLM)
- Universitat Alfons X El Savi
- Universitat Rei Joan Carles
- Universitat Complutense de Madrid
- Centre Superior d'Estudis La Salle
- Universitat d'Extremadura
- Universitat de Saragossa
- Universitat de La Corunya
- Universitat de Granada
- Universitat de Salamanca
- Universitat Miguel Hernández
- Universitat Catòlica Sant Antoni de Múrcia
- Escola Universitària Pare Enrique Ossó d'Oviedo
- Universitat Catòlica de València Sant Vicent Màrtir

## Visió històrica

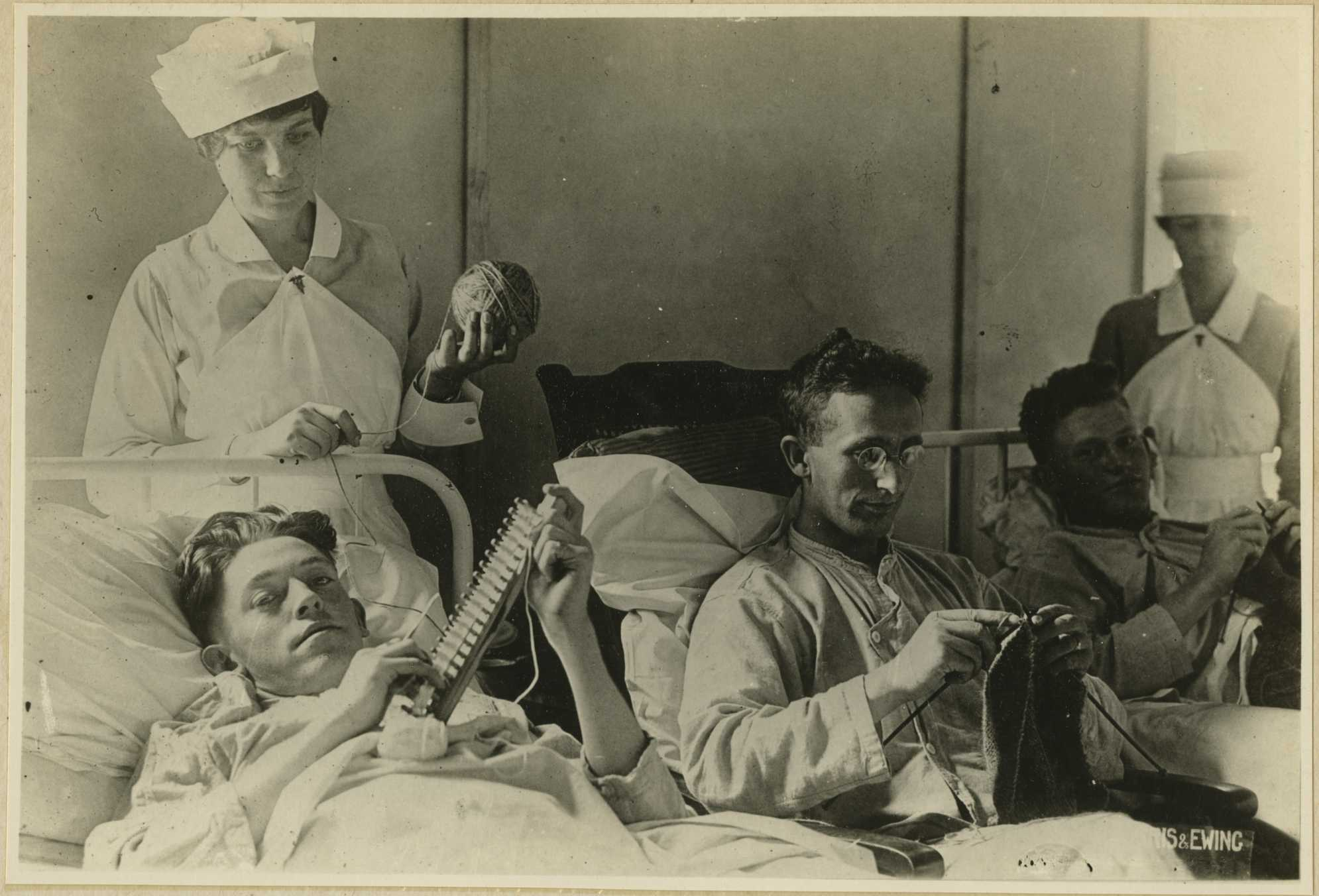
Primera Guerra Mundial. Ferits realitzant activitats manuals de teràpia ocupacional

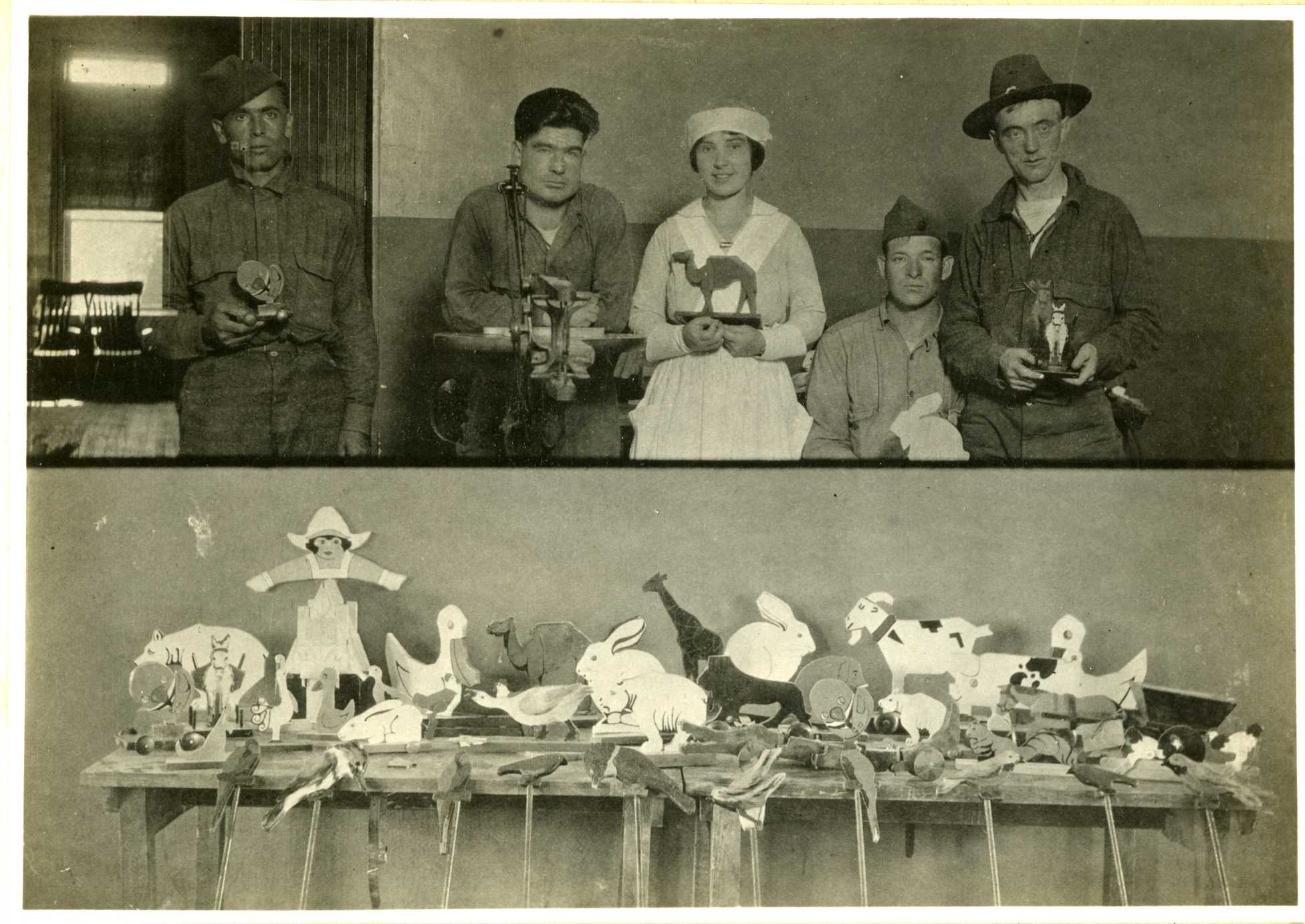
Primera Guerra Mundial. Teràpia ocupacional en un hospital psiquiàtric

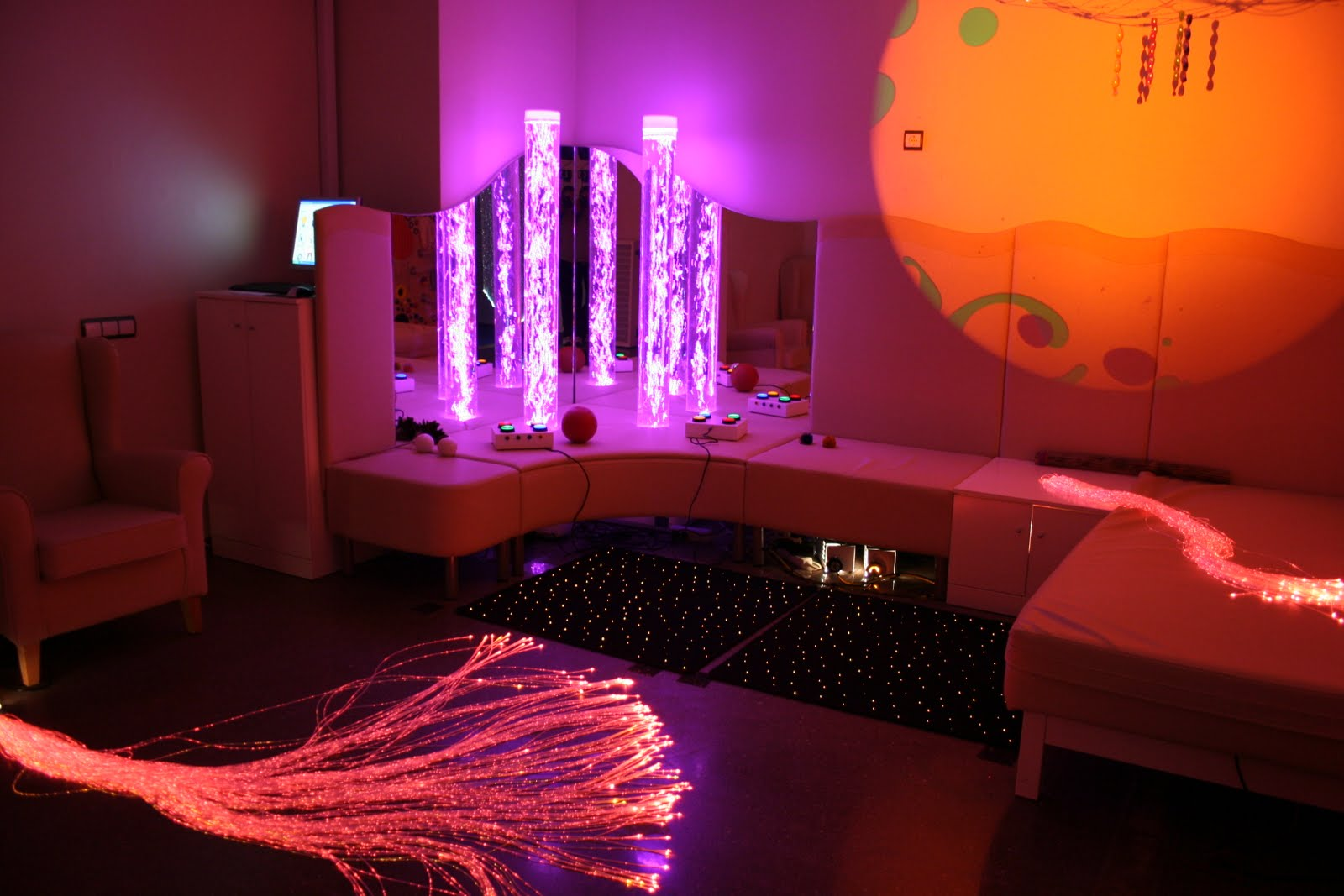
Snoezelen Room, Integració sensorial

### Antecedents
Les primeres evidències de la utilització de l'activitat com a teràpia es poden trobar a les civilitzacions de l'antiguitat. Cap a l'any 2600 aC a la Xina es feia un ús especial de l'exercici físic perquè es creia que la malaltia s'originava per la inactivitat orgànica. A Egipte, als voltants de l'any 2000 aC també es feia ús de l'activitat per tractar la melancolia, i no merament com a diversió. A la Grècia clàssica cap el segle vi aC Asclepi va tractar el delirium amb cançons, música, literatura i farses, i més tard, Hipòcrates recomanava l'exercici físic, la lectura i la feina per millorar l'estat de salut.
A Roma Celsus va prescriure música, viatges, converses i exercici als seus pacients. També a Roma, Galè (129-199 dC) suggeria activitats com caçar pescar o llaurar com una forma de medicina natural.
Durant l'Edat mitjana no es va desenvolupar l'ús terapèutic de l'activitat i fins al Renaixement no va ressorgir l'interès per l'anàlisi científica del moviment, amb Leonardo da Vinci i després Francis Bacon i René Descartes. Cal fer esment, també, del metge Santorio i les seves teories sobre el metabolisme i la importància de les ocupacions i del lleure per augmentar la vitalitat.
A València, l'any 1409 amb la creació del primer hospital psiquiàtric d'Europa (l'Hospital de Santa Maria dels Sants Màrtirs Innocents) es va iniciar un important moviment de proliferació d'establiments assistencials per a malalts mentals, entre ells el 1425 l'Hospital Real i General de Nostra Senyora de Gràcia, a Saragossa, on el pare Murillo va descriure per primera vegada els tractaments a través de treballs ocupacionals o laborteràpia. Tot això va influir en gran manera en el tractament moral de Philippe Pinel.
A finals del segle xviii el psiquiatre francès Philippe Pinel (1745-1826) i Johann Christian Reil van alliberar els «bojos» de les seues cadenes i van ser uns fervents defensors del "tractament moral" d'aqueixos pacients en oposició al corrent repressor i disciplinari.
El "tractament moral" del malalt es va caracteritzar per dispensar-li una vida en un ambient saludable, amb el desenvolupament d'hàbits socials beneficiosos, una alimentació apropiada i una activitat adequada i organitzada.
Pinel considerava a l'ocupació com un element central en la concepció del "tractament moral". Va introduir l'ocupació d'activitats com la música, la literatura, l'exercici físic i el treball. Aquest enfocament va passar a formar part del programa terapèutic de les institucions psiquiàtriques de l'època amb la condició expressa que fóra del gust del pacient.
La comunitat internacional ha assenyalat que, històricament, el "tractament moral" és l'antecessor més nítid de la teràpia ocupacional.
D'Europa el tractament moral va passar als Estats Units, on el metge Benjamin Rush (1745-1813), considerat el pare de la psiquiatria al seu país, el va fer servir amb els seus pacients. L'època daurada d'aquest tractament va ser entre 1840 i 1860, fins que l'augment demogràfic va suposar la congestió dels hospitals psiquiàtrics i el retorn al model carcerari.
Cap a mitjans del segle xviii, els canvis en l'organització del treball provocats per la revolució industrial van fer aparèixer societats artístiques i artesanals com el moviment Arts and Crafts. Aquestes societats van sorgir contra la monotonia i la pèrdua d'autonomia i creativitat del treball de les fàbrica. Les arts i les manualitats també es van utilitzar en educació i en teràpies.
L'adequació del moviment de l'Arts and Crafts a l'àmbit terapèutic es va acabar dividint segons dos objectius diferents: el primer es va denominar "ocupacions en sala i activitats per a invàlids" dirigit a malalts mentals i el segon relacionat amb el "entrenament manual i entrenament ocupacional" dirigit a la pràctica per a persones amb discapacitats físiques.
Persones rellevants per dur a la pràctica això van ser el dr. Herbert James Hall, que va utilitzar les activitats manuals com a alternativa a les "cures de repòs", la treballadora social Jane Addams, en l'atenció als immigrants, la infermera Susan E. Tracy, que utilitzava l'ocupació en el tractament dels pacients hospitalaris, i el dr. Adolph Meyer, que pensava que una rutina en el treball, joc i descans en els malalts podia arreglar trastorns mentals.

### Teràpia ocupacional professional
El 17 de març de 1917 va ser una data important per la Teràpia ocupacional com a professió. Es van reunir una sèrie de persones interessades en el “treball ocupacional” i van fundar la NSPOT (National Society for the Promotion of Occupational Therapy), actualment coneguda com la AOTA (American Occupational Therapy Association). Hi participaren la treballadora social Eleanor Clarke Slagle, el metge William Rush Dunton jr, l'arquitecte Edward Barton, la professora d'arts i oficis Susan Cox Johnson i l'arquitecte Tomas Besell Kidner. No hi assistiren, però també se’ls considera fundadors la infermera Susan E. Tracy i el metge Herbert James Hall.
Igual que la guerra de Crimea va precipitar l'aparició de la Infermeria com a professió (amb Florence Nightingale) i la Primera Guerra Mundial va fer el mateix amb la Fisioteràpia, la Teràpia ocupacional, malgrat que ja duia anys de trajectòria, no va ser reconeguda com a professió fins a la Segona Guerra Mundial.
Principis del segle xx va ser una època en què la incidència creixent de la discapacitat relacionada amb accidents industrials, tuberculosi, Primera Guerra Mundial i malalties mentals va provocar una consciència social creixent sobre els problemes implicats. L'entrada dels Estats Units a la Primera Guerra Mundial també va ser un fet crucial en la història de la professió. Fins a aquest moment, la teràpia ocupacional es tractava principalment del tractament de les persones amb malalties mentals.
Tanmateix, la participació dels Estats Units a la Gran Guerra i el creixent nombre de soldats ferits i discapacitats van suposar un desafiament desconcertant per als comandants. Els militars van sol·licitar l'assistència de NSPOT per reclutar i formar més de 1.200 "auxiliars de reconstrucció" per ajudar a la rehabilitació dels ferits a la guerra. Amb l'entrada a la Segona Guerra Mundial i la conseqüent demanda de terapeutes ocupacionals per tractar els ferits en la guerra, el camp de la teràpia ocupacional va experimentar un gran creixement i canvis. Els terapeutes ocupacionals havien de ser qualificats no només en l'ús d'activitats constructives com l'artesania, sinó també cada vegada més en l'ús d'activitats de la vida diària.
Durant els anys de la postguerra hi va haver una lluita per mantenir la gent en la professió. Es va produir una crisi de model a finals de la década de 1940 i la década de 1950, quan es va qualilificar la Teràpia ocupacional com a carent de fonaments teòrics i d'investigacions científiques suficients, malgrat la seva aparença de ser la seva tasca de gran ajuda pels pacients. El replantejament de la disciplina per part dels terapeutes va dur cap a un nou model per aconseguir el reconeixement com a servei mèdic eficaç amb uns fonaments acceptables i es va adoptar un model mecanicista o mèdic.
Aquest canvi de paradigma va fracassar en tractar els problemes de les persones discapacitades només com a dèficits físics oblidant-se de la importància de l'ocupació com a mitjà de recuperació de la salut.
Ja a la dècada de 1960 es van haver de redefinir els conceptes bàsics de la Teràpia ocupacional el que va comportar superar aquesta crisi amb un nou canvi de paradigma. Així Mary Reilly el 1962 va proposar el retorn a la idea original de la teràpia ocupacional centrada en l'ocupació com a mesura de recuperació de la salut. Altres professionals van afegir més principis com el reconeixement de la motivació humana per l'ocupació, la importància de l'entorn en l'adaptació, la integració en un marc holístic i interdisciplinari, l'estudi dels rols ocupacionals, la responsabilitat de la persona en l'adaptació...
A més de Mary Reilly, altres terapèutes destacades des de la dècada del 1960 són: Gail Filder, Elizabeth juny Yerxa, Catherine Trombly, que va desenvolupar el seu treball al voltant de la discapacitat física de l'adult i ha aportat el model de funcionament ocupacional, i A. Jean Ayres coneguda pel descobriment i les publicacions que va fer sobre el dèficit d'integració sensorial (com el cervell processa la informació i elabora una resposta adequada).
La professió ha continuat creixent i ampliant els seus àmbits i entorns de pràctica. La ciència de l'ocupació (occupational science) l'estudi de l'ocupació, va ser creada el 1989 com a eina per proporcionar investigacions basades en evidències per donar suport i avançar en la pràctica de la teràpia ocupacional, així com per oferir una ciència bàsica per estudiar temes que envolten l'ocupació.

### Espanya
A Espanya, els antecedents de la Teràpia ocupacional estan relacionats amb la pràctica psiquiàtrica i la rehabilitació psicosocial.
Ja al Renaixement, quan a la península Ibèrica hi convivien les cultures cristiana, musulmana i jueva apareix la preocupació pel malalt mental i la humanització del seu tracte, segles abans que a la resta d'Europa.
El 1409, a València, el religiós mercedari Joan Gilibert Jofré, fundà el primer hospital per malalties mentals d'Europa, l'Hospital de Santa María de los Santos Mártires Inocentes. Allà, com a novetat, als malalts mentals se’ls hi encarregaven tasques i treballs manuals i se'ls feia participar en algunes festivitats de la ciutat.
El 1425 es fundà la Saragossa Hospital Real y General de Nuestra Señora de Gracia, on va instaurar un règim obert per als pacients i constava per primera vegada descrit un tractament terapèutic mitjançant les ocupacions o feines. A finals del segle xviii, el psiquiatre francès Philippe Pinel, introductor del tractament moral, s'hi interessà perquè en aquest hospital no es tenia als malalts encadenats com al seu país.
El 1877 el pare Benito Menni de l'orde Hospitalari de Sant Joan de Déu fundà diversos centres d'atenció a malalts psiquiàtrics, on aplicà tractaments mèdic-morals que incloïen també el tractament moral de Pinel.
Pel que respecta a les discapacitats físiques o sensorials, es poden considerar antecedents de la Teràpia ocupacional a Espanya la creació el 1887 del primer Asilo para Inválidos del Trabajo on també s'atenien excombatents. El 1900 es publicà la primera Ley de Accidentes del Trabajo.
El 1922 obrí l'Instituto de Reeducación Profesional de Inválidos del Trabajo (IRPIT), amb la finalitat de readaptar i reeducar professionalment als obrers invàlids.
El 1933 es creà la Caja Nacional de Accidentes del Trabajo on es feia rehabilitació.
La Guerra Civil española (1936-1939) provocà un sotrac en el desenvolupament de la societat en general.
A la postguerra, l'escassetat de mesures sanitàries, preventives i terapèutiques van afavorir el patiment de diverses malalties, com la tuberculosi o la poliomielitis, les seqüeles de la qual va propiciar l'aparició i formació de la figura del terapeuta ocupacional al país.
El 1940 es creà el ''auxilio social para ayudas sociales' i el 1941 es publicà la Ley de sanidad infantil y maternal, que recullia la necessitat de recuperar els infants amb deformitats, invàlids o problemes mentals a través de dispensaris i centres especials.
En la dècada dels 50 es desplegà el moviment assistencial en dos fronts, d'una banda el camp psiquiàtric i per una altra la rehabilitació física. Es creen patronats d'higiene mental i d'assistència psiquiàtrica, i el Patronato de Lucha contra la Invalidez conegut posteriorment com a Patronato de Rehabilitación y Recuperación de Invalidos. El 1958 es creà la Asociación de Inválidos Civiles, la qual assenyalava que no sols existien minusvalideses causades per accidents laborals i parla de la inserció social i laboral. Tot i això no és fins al 1969 que es creà la SER (Sociedad Española de Rehabilitación) i es va reconèixer la rehabilitació com a especialitat mèdica i es creà el Centro Nacional de Rehabilitación, que incloïa un departament de Teràpia ocupacional.
Cap a 1958, les ATS Elena Salvà i Ana Forns Gibert van aconseguir obrir el Centro de Rehabilitación a Terrassa. Va ser el primer centre d'aquestes característiques a Espanya. El 1962 Ana Forns va aconseguir una beca per estudiar Teràpia ocupacional a la Liverpool School of Occupational Therapy. Per la mateixa època Alicia Chapinal i Carmen Lacasa s’estaven formant a França.
Ana Forns, al tornar a Espanya obrí el departament de Teràpia ocupacional al Centro de Rehabilitación de Tarrasa, on atenien infants i adults, amb seqüeles de poliomielitis, paràlisi cerebrals, lesions medul·lars, hemiplegies i altres malalties neurològiques. Va ser requerida per obrir departaments a altres hospitals i centres.
Al mateix temps, a Madrid, Àngel Alonso de Miguel, treballador de la Dirección General de Sanidad rep per casualitat informació sobre els mètodes que utilitzava la Teràpia ocupacional als Estats Units i aconsegueix convèncer metges d'aquest organisme de la conveniència de crear aquests estudis a Espanya, en un moment en què hi havia un gran nombre de persones afectades per les seqüeles dels brots de poliomielitis. Així, el Ministeri de Governació requereix a l'Organització Mundial de la Salut, OMS, la seva supervisió per a iniciar el desenvolupament de la Teràpia Ocupacional a Espanya, És llavors quan el 1961 Mercedes Abella, terapeuta ocupacional cubana i comissionada de l'OMS, es trasllada a Espanya i es posa en contacte amb els doctors Dr. Manuel Oñorbe Garbayo, Dr. Heliodoro Ruiz García (1922-2007) i Dr. Cecilio González Sánchez, pioners i avançats de la Medicina Física i Rehabilitació, per a elaborar el primer pla d'estudis per a l'ensenyament de Teràpia ocupacional impartint a més assignatures específiques d'aquesta disciplina.
El 1961 posa en marxa la Escuela Nacional de Terapia Ocupacional al Dispensario Nacional de Rehabilitación de Madrid i es va graduar els primers tretze terapeutes ocupacionals.
El 1964 es creà oficialment la Escuela Nacional de Terapia Ocupacional (ENTO), que es trasllada el 1971 al Centro Nacional de Rehabilitación, avui conegut com a Instituto Provincial de Rehabilitación.
Les primeres promocions de terapeutes ocupacionals van formar-se en el model mèdic.
Ana Forns coneix a Àngel Alonso que l'anima a participar en el grup de terapeutes que a Madrid tenien la inquietud de crear una associació professional.
Així el 1967 es creà la primera organització associativa de terapeutes ocupacionals a Espanya, la Asociación Española de Terapia Ocupacional AETO, amb personal procedent d'ENTO. Entre els seus objectius: definir la professió, que els estudis de Teràpia ocupacional passessin a ser universitaris com a la resta de països i ser reconeguda per la World Federation of Occupational Therapy (WFOT) com una manera d'aconseguir els seus objectius.
El 1970 l'Escola Nacional de Teràpia Ocupacional va ser reconeguda per la Federació Mundial de Teràpia Ocupacional (WFOT), adquirint així lels seus títols reconeixement i validesa internacional.
A la fi de la dècada, la figura del terapeuta ocupacional s'incorpora a totes les residències dependents del ministeri.
Amb la reforma assistencial es creen recursos comunitaris en els quals es compta amb la figura del terapeuta ocupacional. En l'àmbit geriàtric, amb la creació de l'Hospital de Cruz Roja de Madrid s'incorporen els serveis de teràpia ocupacional. A nivell hospitalari el terapeuta ocupacional s'incorpora des dels inicis de la seva formació als serveis de rehabilitació d'hospitals generals i monogràfics i també en alguns serveis de psiquiatria.
Altres fites importants:
El 1973 el  BOE núm.103 ordre de 26 d'abril publica les funcions del Terapeuta ocupacional.
El 1980 ENTO s'adhereix a  Escola Nacional de Salut (ENS)
El 1984 s'incorporen els primers terapeutes ocupacionals en qualitat de tècnics en rehabilitació a l'ONCE.
El 1984 AETO és transformà en l'Associació Professional de Teràpia Ocupacional ApETO
El 1990 s'implanten els estudis universitaris de teràpia ocupacional amb la publicació del BOE número 278 del Reial decret 1420/1990.
La primera escola es crea a la Universitat de Saragossa, i a aquesta li segueixen la Universitat Complutense de Madrid, l'Escola Universitària Creu Roja de Terrassa i el CEU de Talavera de la Reina. Arxivat 2021-02-08 a Wayback Machine.
El 1996 s’organitza del XV Congrés Europeu de Teràpia Ocupacional, celebrat a Madrid.
El 2003 s’ inclou els Terapeutes ocupacionals en la Ley de ordenación de las profesiones sanitarias (LOPS)
Després de l'aprovació de l'esmentada LOPS, les associacions professionals passen a ser col·legis autonòmics, que s’han organitzat ja en un Consell, el Consejo General de Colegios de Terapeutas Ocupacionales de España CGC.

## Internacional

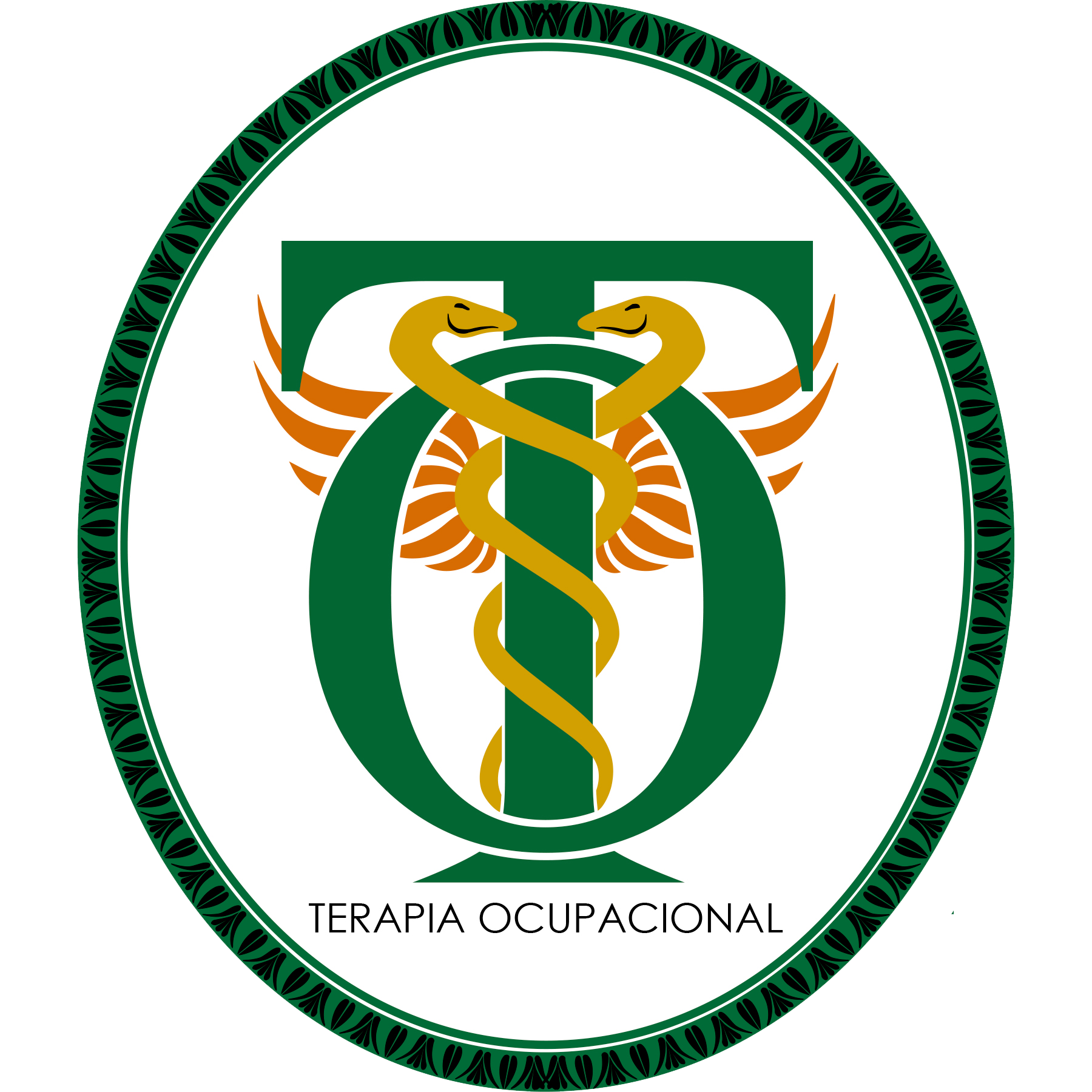
Escut de la professió de teràpia ocupacional elaborat pel COFFITO (2017)

COFFITO (sigles en portuguès del Conselho Federal de Fisioterapia e Terapia Ocupacional) va elaborar un escut com a símbol de la seva imatge corporativa, juntament amb altres versions de disseny. Aquest però, va ser l'escollit com a resultat d'una votació per a escollir quina imatge representaria aquesta professió. Aquest disseny té un significat simbòlic, en primer lloc, la 'T' de Teràpia, és usada com a representació de la vara d'Esculapi (simbol del poder de curació). Al seu torn -representat per les ales del Fènix- es fan referència al poder de transformació i renaixement per a la vida ocupacional de la persona. Les serps en representació de l'astúcia, la creativitat i la resiliència que tenen els terapeutes ocupacionals mitjançant la prescripció, l'adaptació, la formació i l'aplicació de les activitats significatives. Per acabar, amb la lletra 'O', es representen les ocupacions, concepte fonamental per a la pràctica d'aquesta ocupació, ja que es creu que el mitjà amb el qual s'obtenen les millors evolucions al tractament, és amb l'ocupació.